# Pamela Relph
Pour les articles homonymes, voir Relph.
Pamela Relph, née le 14 novembre 1989 à Aylesbury, est une rameuse handisport britannique.

## Biographie
Elle a débuté l'aviron en 2010.

## Résultats

### Jeux paralympiques
| Épreuve / Édition         | Épreuve / Édition         | Londres 2012 | Rio 2016 |
| ------------------------- | ------------------------- | ------------ | -------- |
| quatre mixte avec barreur | quatre mixte avec barreur | 1re          | 1re      |

### Championnats du monde
| Épreuve / Édition         | Épreuve / Édition         | Bled 2011 | Chungju 2013 | Amsterdam 2014 | Aiguebelette 2015 |
| ------------------------- | ------------------------- | --------- | ------------ | -------------- | ----------------- |
| quatre mixte avec barreur | quatre mixte avec barreur | 1re       | 1re          | 1re            | 1re               |